# Gurziwan
Gurziwan és el nom d'una població desapareguda i de tota la regió, de situació exacta incerta però sense dubte al sud-est de Maimana; el Gurziwan seria el districte sud del Guzgan, al nord-est d'Herat (avui Afganistan).
El 1359 en el repartiment de territoris entre els amirs txagatais aquesta terra estava en mans dels Arlat que dominaven la meitat sud del Guzgan i al nord fins Ankhud. Els apardi controlaven Maimana i Faryab.
Vers el 1362 Zinda Hasham Apardi de Shaburgan exercia una mena de superioritat a Ankhud. A Gurziwan i Faryab governava Turken Arlat. El 1370 Zinda va executar a Talanchi Arlat d'Ankhud i va passar a governar aquest territori i molt probablement els territoris dels Arlat. En l'expedició de Tamerlà a Coràsmia el 1375, l'amir Turken Arlat (governant de Gurziwan i Faryab), implicat en una conspiració, va portar les seves tropes cap a Transoxiana i va creuar el Jihun, però allí va desertar (es va retirar cap al seu país, el Guzgan, part del Khurasan) abans de reunir-se amb l'exèrcit imperial, al·legant que en un somni havia vist la seva mort. Tamerlà va enviar un destacament a perseguir-lo i Turken els va enfrontar resultant mort en el combat.